# Titania Special
Titania Special ist eine deutsche Hörspielreihe vom Hörspiellabel Titania Medien aus Hilden. Sie startete 2004 mit der Produktion der Folge Fröhliche Weihnachten Mr Scrooge, die auf einem Theaterstück von Marc Gruppe nach dem Roman von Charles Dickens beruht. 2006 wurde das Hörspiel mit einem anderen Cover, gemalt von Firuz Askin, sowie neuer Musikuntermalung neu aufgelegt.
2005 folgte dem Hörspiel der Weihnachtsklassiker Der kleine Lord nach dem Theaterstück von Marc Gruppe, das auf dem Roman von Frances H. Burnett basiert. 2006 erfolgte hier eine Neuauflage mit geänderter Musik und einem neuen Cover, das ebenfalls von Firuz Askin stammte.
Von 2008 bis 2018 sowie 2020 und 2022 folgte regelmäßig in der zweiten Jahreshälfte die Vertonung eines bekannten Klassikers der Kinder- und Jugendbuchliteratur in der Bearbeitung von Marc Gruppe.
2020 und 2021 wurden außerdem zwei bislang unbekannte Weihnachtsgeschichten der Autorin und Regisseurin Mara Schroeder-von Kurmin aus dem Nachlass von deren Tochter Dagmar von Kurmin vertont, die in mehreren Folgen der Reihe tragende Rollen übernommen hatte (Folgen 1, 2, 7, 8, 11,13, 14, 15).

## Veröffentlichungen
2006 Titania Special (1) Charles Dickens: Fröhliche Weihnachten, Mr. Scrooge (Neuauflage von 2004)
2006 Titania Special (2) Frances H. Burnett: Der kleine Lord (Neuauflage von 2005)
2008 Titania Special (3) James M. Barrie: Peter Pan
2009 Titania Special (4) Gerdt von Bassewitz: Peterchens Mondfahrt
2010: Titania Special (5) Lewis Carroll: Alice im Wunderland
2010: Titania Special (6) E. T. A. Hoffmann: Nussknacker & Mausekönig
2011: Titania Special (7) Selma Lagerlöf: Nils Holgersson
2012: Titania Special (8) Hans Christian Andersen: Die Schneekönigin
2013: Titania Special (9) Lyman Frank Baum: Der Zauberer von Oz
2014: Titania Special (10) Carlo Collodi: Pinocchio
2015: Titania Special (11) Hans Christian Andersen: Die kleine Meerjungfrau
2016: Titania Special (12) Hans Christian Andersen: Das kleine Mädchen mit den Schwefelhölzern
2017: Titania Special (13) Frances H. Burnett: Der geheime Garten
2018: Titania Special (14) Hans Christian Andersen: Däumelinchen
2020: Titania Special (15) Gabrielle-Suzanne Barbot de Villeneuve: Die Schöne und das Biest
2020: Titania Special (000): Mara Schröder-von Kurmin: Das verlorene Sternchen
2021: Titania Special (00A): Mara Schröder-von Kurmin: Der Weihnachtsengel
2022: Titania Special (16) Cilli Schmitt-Teichmann, Mara Schroeder-von Kurmin, Hans Christian Andersen: Märchen zur Weihnachtszeit